# Альберто Мария де Бурбон-и-д’Аст
Альберто Мария Франсиско де Паула Энрике Луис Висенте Феррер Исидро Бенигно Оскар де Бурбон и д’Аст (исп. Alberto María Francisco de Paula Enrique Vicente Ferrer Luis Isidro Benigno Oscar de Borbón y d'Ast; 12 февраля 1883, Мадрид — 1 декабря 1959, Вальядолид) — испанский аристократ, 2-й герцог Санта-Елена и гранд Испании (1940—1959).

## Биография
Родился 12 февраля 1883 года в Мадриде. Единственный сын Альберто де Бурбона и Кастельви, 1-го герцога Санта-Елена (1854—1939), и его первой жены, Маргариты д’Аст Новеле (1855—1915). Внук инфанта Энрике де Бурбона, 1-го герцога Севильского (1823—1870).
После изучения права Альберто де Бурбон поступил в Академию Кавалерии, где получил чин капитана. После провозглашения Второй республики в Испании он был отстранен от военной службы по закону Асаньи. Альберто де Бурбон перешел на сторону националистов в борьбе против республиканцев.
Полковник Альберто де Бурбон, герцог Санта-Елена, скончался в Вальядолиде в 1959 году от хронического заболевания.

## Брак и потомство
10 июля 1908 года в Мадриде Альберто де Бурбон женился на Марии-Луизе Пинто и Лекаде (30 апреля 1887 — 13 декабря 1977), дочери Хосе Антонио Пинто и Лара и его жены, Марии Лекады и Тока. У супругов было двое детей:
- Альфонсо Мария Альберто Луис Хосе Антонио де Каласанз Паула Хавьер Педро Регаладо де Бурбон и Пинто (27 августа 1909 — 25 декабря 1938), 19 марта 1933 года в Мадриде женился на Марии де Агнустиас Перес дель Пульгар и Альба, 8-й маркизе де Санта-Фе-де-Гвардиола (17 октября 1907 — 18 июня 1939), от брака с которой у него была два сына и дочь:
  - Альберто де Бурбон, 3-й герцог Санта-Елена (23 ноября 1933 — 28 июня 1995), женат с 1959 года Эухении Санчес и Мендаро (род. 10 октября 1934)
  - Мария де лас Ангустиас де Бурбон (19 августа 1935 — 3 марта 2024), монахиня.
  - Альфонсо Мария Хосе де Бурбон (4 июня 1937 — 28 января 2007), женат с 1961 года на Инес Медине и Атиензе (род. 17 декабря 1939)
- Мария-Луиза Маргарита Мария де Корасон Гваделупе Франсиска де Салес де Бурбон и Пинто (6 сентября 1918 — 15 января 2018). 26 апреля 1941 года в Вальядолиде вышла замуж за своего кузена Николаса Гереду и Бустаменте (11 апреля 1916 — 26 июля 1991), офицера кавалерии, сына Николаса Гереду и Веларге и Маргариты Бустаменте и Пинто. У них было трое детей.
  - Николас Гереда и де Бурбон (род. 8 марта 1942). Женат на Анне-Марии Куадра и Вега (род. 11 августа 1944), от брака с которой у него четыре дочери и один сын:
    - Анна Кристина де Гереда и Куадра (род. 25 июля 1973, Вальядолид)
    - Моника Луиза де Гереда и Куадра (род. 31 августа 1974, Вальядолид)
    - Николас Альфонсо де Гереда и Куадра (род. 17 ноября 1975, Вальядолид)
    - Мария де Лас Мерседес де Гереда и Куадра (род. 12 февраля 1979, Вальядолид)
    - Летиция де Гереда и Куадра (род. 26 августа 1983, Вальядолид)

  - Альфонсо де Гереда и де Бурбон (род. 6 августа 1943). Был женат на Паломе Альварес де Эстрада и Хауреги (род. 11 февраля 1944), от брака с которой детей не имел
  - Карлос де Гереда и де Бурбон (24 января 1947 — 29 августа 2017), женат на Марии де лас Ньевес Кастеллано и Барон, маркизе де Альмасан (род. 24 сентября 1947), от брака с которой детей не имел.

## Титулы и стили
- 1883—1917 годы: Светлейший Сеньор Дон Альберто де Бурбон и д’Аст
- 1917—1939 годы: Его Превосходительство Дон Альберто де Бурбон и д’Аст
- 1939—1959 годы: Его Превосходительство Дон Альберто де Бурбон и д’Аст, герцог Санта-Елена

## Награды
- Большой Крест Ордена Карлоса III
- Большой Крест Ордена Святого Херменегильдо
- Большой Крест Ордена Короны Италии